# لورين كوغلان
لورين كوغلان (بالإنجليزية: Lorraine Coghlan)‏ مواليد 23 سبتمبر 1937 في فيكتوريا، هي لاعبة كرة مضرب أسترالية. هي إحدى بطلات الجراند سلام. حصلت على الوصافة في دورة رولان غاروس الدولية سنة 1958.

## الخط الزمني للفردي
مفتاح
| ف | ن | ن.ن | ر.ن | د# | د.م | ل | أ.أ | ت | غ | ب | ف | ذ | م.خ | ل.ت |

(ف) فاز بالبطولة (ن) وصل النهائي (ن.ن) نصف النهائي (ر.ن) ربع النهائي (د#) الأدوار الأربعة الأولى (د.م) دور المجموعات (ل) شارك في كأس ديفيز (أ.أ) خرج من الأدوار الاولى (ت) خسر التصفيات التأهيلية (غ) غاب عن الحدث أو البطولة (ب) حصل على ميدالية برونزية (ف) حصل على ميدالية فضية (ذ) حصل على ميدالية ذهبية (م.خ) بطولة الماسترز خُفضت إلى مرتبة أقل (ل.ت) البطولة لم تعقد في السنة المعينة.
لتجنب الارتباك وازدواجية الحساب، يتم تحديث هذه المعلومات إما في نهاية البطولة، أو عندما تكون مشاركة اللاعب في البطولة قد انتهت.
| الدورة           | 1955  | 1956  | 1957  | 1958  | 1959  | 1960  | 1961  | 1962  | 1963–1966 | 1967  | 1968  | 1969  | 1970  | 1971  | إجمالي ف/م |
| ---------------- | ----- | ----- | ----- | ----- | ----- | ----- | ----- | ----- | --------- | ----- | ----- | ----- | ----- | ----- | ---------- |
| أستراليا         | د2    | ر.ن   | ن.ن   | ن     | ر.ن   | ر.ن   | غ     | د2    | غ         | ر.ن   | د1    | غ     | غ     | غ     | 0 / 9      |
| فرنسا            | غ     | غ     | غ     | د4    | غ     | غ     | غ     | غ     | غ         | غ     | غ     | غ     | غ     | غ     | 0 / 1      |
| ويمبلدون         | غ     | غ     | غ     | د4    | غ     | غ     | غ     | غ     | غ         | غ     | غ     | غ     | غ     | د1    | 0 / 2      |
| الولايات المتحدة | غ     | غ     | غ     | د2    | غ     | غ     | غ     | غ     | غ         | غ     | غ     | غ     | غ     | غ     | 0 / 1      |
| م.ف              | 0 / 1 | 0 / 1 | 0 / 1 | 0 / 4 | 0 / 1 | 0 / 1 | 0 / 0 | 0 / 1 | 0 / 0     | 0 / 1 | 0 / 1 | 0 / 0 | 0 / 0 | 0 / 1 | 0 / 13     |

- إجمالي ف / م = إجمالي الفوز والمشاركة

## روابط خارجية
- لورين كوغلان على موقع رابطة محترفات التنس (الإنجليزية)
- لورين كوغلان على موقع الاتحاد الدولي لكرة المضرب (الإنجليزية)
- لورين كوغلان على موقع خلاصة التنس.كوم (الإنجليزية)